# Usbekischer Fußballpokal
Der Usbekischer Fußballpokal (usbekisch: O'zbekiston Kubogi) Der Usbekische Fußballpokal (usbekisch: Футбол бўйича Ўзбетисто кубоги) ist ein jährliches nationales Fußballturnier, das von der Usbekischen Profifußballliga organisiert wird.
Das Turnier besteht aus einer Gruppenphase, Playoffs und einem Finale. Die Gruppenphase findet im April/Mai statt, die Playoffs im Juni/September und das Finale Ende September/Anfang Oktober.
Er wird seit 1992 ausgetragen. Es handelt sich um den ältesten Wettbewerb im usbekischen Fußball. In den Jahren der Unabhängigkeit Usbekistans gewann der erste Pokalsieger den Verein „Navbahor“ aus Namangan, der letzte den Verein „Andijan“ aus Andijan.
Der Gewinner des Usbekischen Pokals erhält das Recht zur Teilnahme an der zweiten AFC Champions League. Im Falle eines Sieges des Meisters der Super League im usbekischen Pokal erhält der zweitplatzierte Verein der usbekischen Super League das Recht zur Teilnahme an der zweiten AFC Champions League.
Pakhtakor ist mit 13 Siegen der erfolgreichste Verein des Turniers. Bunyodkor belegt mit vier Trophäen den zweiten Platz, Navbahor, Nasaf und Lokomotiv mit jeweils drei Trophäen den dritten Platz.

## Sieger

### 1939 bis 1991 (Sowjetunion)
- 1939: Dinamo Tashkent
- 1940: Dinamo Tashkent
- 1941: Keine Austragung
- 1942: Dinamo Tashkent
- 1943: Dinamo Tashkent
- 1944: Khar'kovskoye Tankovoye Uchilishche Chirchik
- 1945: Khar'kovskoye Tankovoye Uchilishche Chirchik
- 1946: DO Tashkent
- 1947: Pishchevik Tashkent
- 1948: Avtozavod im. Chkalova Tashkent
- 1949: Dinamo Tashkent
- 1950: Start Tashkent
- 1951: Start Tashkent
- 1952: Dinamo Tashkent
- 1953: Khimik Chirchik
- 1954: ODO Tashkent
- 1955: Spartak Samarkand
- 1956: Sbornaya Fergany
- 1957: Khimik Chirchik
- 1958: Mekhnat Tashkent
- 1959: Khimik Chirchik
- 1960: SKA-2 Tashkent
- 1961: Vostok Yangiabad
- 1962: Sokol Tashkent
- 1963: Tekstilshchik Tashkent
- 1964: Tashkentkabel' Tashkent
- 1965: Tashkabel' Tashkent
- 1966: Zvezda Tashkent
- 1967: Vostok Tashkent
- 1968: Tashkabel' Tashkent
- 1969: Zvezda Tashkent
- 1970: DYuSSh-2 Tashkent
- 1971: SKA Tashkent
- 1972: Lenin-yuly Karshi
- 1973: Stroitel' Samarkand
- 1974: Tong Karshi
- 1975: Traktor Tashkent
- 1976: Narimanovets Khorezmskaya Obl.
- 1977: Karshistroy Karshi
- 1978: Khorezm (Kolkhoz im. Narimanova)
- 1979: Khizar Shakhrisabz
- 1980: FK Khiva
- 1981: keine Austragung
- 1982: keine Austragung
- 1983: Tselinnik Turtkul'
- 1984: Avtomobilist Fergana
- 1985: Metallurg Bekabad (?)
- 1986: Avtomobilist Tashkent
- 1987: Avtomobilist Tashkent
- 1988: Avtomobilist Tashkent
- 1989: Korazhida Ferganskaya Oblast'
- 1990: Metallurg Bekabad
- 1991: Instrumental'shchik Tashkent

### Seit 1992
| Saison | Pokalsieger         | Ergebnis              | Pokalfinalist       |
| ------ | ------------------- | --------------------- | ------------------- |
| 1992   | Navbahor Namangan   | 0:0 n. V. (6:5 i. E.) | Temiryulchi Qoqon   |
| 1993   | Paxtakor Taschkent  | 3:0                   | Navbahor Namangan   |
| 1994   | FK Neftchi Fargʻona | 2:0                   | FK Yangier          |
| 1995   | Navbahor Namangan   | 1:0                   | MHSK Tashkent       |
| 1996   | FK Neftchi Fargʻona | 0:0 n. V. (5:4 i. E.) | Paxtakor Taschkent  |
| 1997   | Paxtakor Taschkent  | 3:2                   | FK Neftchi Fargʻona |
| 1998   | Navbahor Namangan   | 2:0                   | FK Neftchi Fargʻona |
| 1999   | nicht ausgetragen   | :                     |                     |
| 2000   | FC Dustlik          | 4:1                   | FK Dinamo Samarkand |
| 2001   | Paxtakor Taschkent  | 2:1                   | FK Neftchi Fargʻona |
| 2002   | Paxtakor Taschkent  | 6:3 n. V.             | FK Neftchi Fargʻona |
| 2003   | Paxtakor Taschkent  | 3:1                   | Nasaf Karschi       |
| 2004   | Paxtakor Taschkent  | 3:2                   | Traktor Tashkent    |
| 2005   | Paxtakor Taschkent  | 1:0                   | FK Neftchi Fargʻona |
| 2006   | Paxtakor Taschkent  | 2:0                   | FK Mashʼal Muborak  |
| 2007   | Paxtakor Taschkent  | 0:0 n. V. (7:6 i. E.) | Quruvchi Taschkent  |
| 2008   | Bunyodkor Taschkent | 3:1 n. V.             | Paxtakor Taschkent  |
| 2009   | Paxtakor Taschkent  | 1:0                   | Bunyodkor Taschkent |
| 2010   | Bunyodkor Taschkent | 1:0                   | FK Shoʻrtan Guzar   |
| 2011   | Paxtakor Taschkent  | 3:1                   | Nasaf Karschi       |
| 2012   | Bunyodkor Taschkent | 3:0                   | Nasaf Karschi       |
| 2013   | Bunyodkor Taschkent | 2:1                   | Nasaf Karschi       |
| 2014   | Lokomotiv Taschkent | 1:0 n. V.             | Bunyodkor Taschkent |
| 2015   | Nasaf Qarshi        | 2:1                   | Bunyodkor Taschkent |
| 2016   | Lokomotiv Taschkent | 1:0                   | Nasaf Qarshi        |
| 2017   | Lokomotiv Taschkent | 1:0                   | Bunyodkor Taschkent |
| 2018   | AGMK                | 3:1                   | Paxtakor Taschkent  |
| 2019   | Paxtakor Taschkent  | 3:0                   | AGMK                |
| 2020   | Paxtakor Taschkent  | 3:0                   | AGMK                |
| 2021   | Nasaf Qarshi        | 2:1                   | Paxtakor Taschkent  |
| 2022   | Nasaf Qarshi        | 2:1 n. V.             | Navbahor Namangan   |
| 2023   | Nasaf Qarshi        | 1:0                   | AGMK                |
| 2024   | FK Andijon          | 3:2 n. V.             | Navbahor Namangan   |

## Statistik
| Verein              | Siege | Jahre                                                                        |
| ------------------- | ----- | ---------------------------------------------------------------------------- |
| Paxtakor Taschkent  | 13    | 1993, 1997, 2001, 2002, 2003, 2004, 2005, 2006, 2007, 2009, 2011, 2019, 2020 |
| Bunyodkor Taschkent | 4     | 2008, 2010, 2012, 2013                                                       |
| Nasaf Qarshi        | 4     | 2015, 2021, 2022, 2023                                                       |
| Navbahor Namangan   | 3     | 1992, 1995, 1998                                                             |
| Lokomotiv Taschkent | 3     | 2014, 2016, 2017                                                             |
| FK Neftchi Fargʻona | 2     | 1994, 1996                                                                   |
| FC Dustlik          | 1     | 2000                                                                         |
| AGMK                | 1     | 2018                                                                         |
| FK Andijon          | 1     | 2024                                                                         |